# Малая Берёзовка (Тверская область)
Малая Берёзовка — опустевшая деревня в Лихославльском районе Тверской области.

## География
Находится в центральной части Тверской области на расстоянии приблизительно 41 км на север-северо-восток по прямой от районного центра города Лихославль.

## История
На дореволюционных картах не отмечалась. На карте 1941 года показана как Берёзовка с 23 дворами. До 2021 деревня входила в Толмачёвское сельское поселение Лихославльского района до его упразднения.

## Население
Численность населения: около 20 (1982 год), 0 как в 2002 году, так и в 2010.